# (8279) Cuzco
Pour les articles homonymes, voir Cuzco (homonymie).
(8279) Cuzco est un astéroïde de la ceinture principale découvert le 6 août 1991 à l'observatoire européen austral par l'astronome belge Éric Elst. Sa désignation provisoire était 1991 PN7.
Il porte le nom de la ville péruvienne Cuzco, ancienne capitale des Incas.